# ماريسا جيبسون
ماريسا جيبسون (بالإنجليزية: Marissa Gibson)‏ هي ممثلة أسترالية، ولدت في 1995.

## وصلات خارجية
- ماريسا جيبسون على موقع IMDb (الإنجليزية)
- ماريسا جيبسون على موقع قاعدة بيانات الفيلم (الإنجليزية)